# Micraeschus terminipuncta
Micraeschus terminipuncta là một loài bướm đêm trong họ Noctuidae.